# Human Error
Human Error (właściwie Rafał Kuczyński) (ur. 21 maja 1982, na Rotmance) – polski undergroundowy twórca młodego pokolenia, zajmujący się muzyką elektroniczną, głównie ambientem. Komponuje przy użyciu komputera oraz klawiatury sterującej. Pierwsze produkcje datuje się około 2000 roku, zaś pierwszy oficjalny album ukazał się w roku 2002 nakładem wydawnictwa Requiem Records.
W 2003 roku wygrał konkurs na najlepszy remix utworu, organizowany przez serwis Syntezatory.pl.
Kolejny sukces odniósł w 2004 roku na organizowanym przez Dom Współpracy Polsko-Niemieckiej „Przeglądzie Europejskiej Sztuki Internetowej” w Gdańsku, gdzie został zaproszony do zaprezentowania swojej twórczości.
Jego muzyka znalazła również uznanie wśród internetowych rozgłośni radiowych i można jej posłuchać w kilku mniej lub bardziej znanych radiach m.in. Cineversity Television, która promuje twórców niezależnych.
Od około 2005 roku zajmuje się komponowaniem muzyki ilustracyjnej do książek oraz filmów. Udźwiękowił m.in. film dokumentalny "TamiTu" w reżyserii Michała Dawidowicza oraz kilka krótkometrażowych animacji w reżyserii Marka Gołdy, z których „Awiator” wygrał pierwszą nagrodę w konkursie 4fun.tv na najlepsza krótkometrażową animację. Jest również autorem soundbooku do książki „Eden Park” autorstwa niemieckiego pisarza Jaume Hanbei.
Rok 2006 przyniósł nowe pomysły i projekty, m.in. Contemporary Electronic Soundscapes. Projekt ten realizowany jest przez użytkowników polskiego forum twórców i słuchaczy muzyki elektronicznej Studio Nagrań. Drugim ważnym projektem, nad którym obecnie pracuje jest udźwiękowienie czeskiej gry przygodowej Until Im Gone autorstwa Faraway Studios. Pod koniec roku 2006 jego muzyka była tłem do galerii Marka Kokorudz, młodego fotografa ze Stargardu. Wystawa miała miejsce 9–22 grudnia w Szczecinie. W tym roku dołączył również do muzycznego portalu MySpace.
Kuczyński pracuje nad nowym, czwartym albumem o nazwie „Sudoku”.

## Dyskografia
- 2006 - Eden Park
- 2003 - Tajemnice Ludzkiej Dłoni (wyd. Requiem Records)
- 2002 - Battery Farm (wyd. Requiem Records)

## Wywiady
- Nowa muzyka: https://web.archive.org/web/20070928010556/http://www.nowamuzyka.pl/artykul.php?id=143
- Gery.pl: http://muzyka.gery.pl/cms/14616,0,Human-Error,wywiad.html